# كفر دقماق
كفر دقماق إحدى قرى مركز شبين الكوم التابع لمحافظة المنوفية بجمهورية مصر العربية.

## التاريخ
قرية كفر دقماق من القرى القديمة، حيث وردت باسم «كفر عزاز» في أعمال المنوفية ضمن قرى الروك الناصري التي أحصاها ابن الجيعان في كتاب «التحفة السنية بأسماء البلاد المصرية». وفي العصر العثماني وردت باسم «كفر عزاز كفر دقماق» في التربيع العثماني الذي أجراه الوالي العثماني سليمان باشا الخادم في عصر السلطان العثماني سليمان القانوني ضمن قرى ولاية المنوفية، وفي تاريخ 1228هـ/1813م الذي عدّ قرى مصر بعد المسح الذي قام به محمد علي باشا باسم «كفر دقماق» ضمن قرى مديرية المنوفية.

## السكان
بلغ عدد سكان كفر دقماق 2,827 نسمة، حسب الإحصاء الرسمي لعام 2006.